# Limbic Software
Ne doit pas être confondu avec Limbic Entertainment.
Limbic Software, Inc. est une société indépendante de développement de jeux mobiles fondée en 2009 par Arash Keshmirian, Iman Mostafavi et Volker Schönefeld. Limbic a conçu et développé les titres iOS et Android TowerMadness, Grinchmas!, Nuts!, Zombie Gunship, TowerMadness 2 et Zombie Gunship Arcade, avec plus de 25 millions de téléchargements de jeux dans le monde.
Le premier titre de Limbic, TowerMadness, a été lancé en 2009, et à l'été 2011, Limbic a sorti deux nouveaux titres, Nuts! et Zombie Gunship. Dans la continuité de leur premier titre, ils ont sorti la suite TowerMadness 2 au début de l'année 2014. Après avoir initialement annoncé un nouveau titre comme une blague pour le poisson d'avril, Limbic a sorti Zombie Gunship Arcade peu de temps après, en mai 2014. Le mantra de la société est de créer la meilleure expérience de jeu mobile.

## Jeux développés

### TowerMadness
TowerMadness est sorti le 23 mai 2009 sur iOS. Ce jeu mobile est un jeu de tower defense à carte ouverte avec une caméra 3D zoomable. L'objectif est de défendre une base remplie d'un troupeau de moutons contre des vagues d'aliens en les détruisant avec diverses armes sous forme de tours. Des ovnis larguent les envahisseurs sur des aires d'atterrissage et les vagues d'ennemis se dirigent vers la base pour enlever les moutons. Le but de chaque alien est d'enlever un mouton. Le joueur peut détruire les aliens en construisant des tours. Chaque ennemi détruit permet au joueur d'obtenir plus de pièces in-app pour obtenir de nouvelles tours et améliorer les tours existantes pour qu'elles fassent plus de dégâts. Une fois que toutes les vagues d'ennemis sont détruites ou que tous les moutons ont été enlevés, le jeu se termine,,. Le 5 décembre 2013, une version Android de TowerMadness a été lancée sur le Google Play Store.
Il existe trois versions de TowerMadness : TowerMadness, sorti le 23 mai 2009 ; TowerMadness Zero, la version avec publicité, sortie le 25 octobre 2009 ; et TowerMadness HD, la version améliorée pour l'iPad qui comprend exclusivement le mode multijoueur en écran partagé, sortie le 23 mai 2010.

### Grinchmas!
Grinchmas! est sorti le 25 novembre 2009, conçu et développé par Limbic comme le premier jeu iOS pour la marque Dr. Seuss Enterprises et publié par Oceanhouse Media (en),,. Le jeu mobile comprend deux modes de jeu : « Mean Grinch » et « Merry Grinch ». En tant que « Mean Grinch », le joueur fait glisser l'écran pour lancer des boules de neige et viser les maisons des Whos dans Who-ville afin de faire taire le bruit de Noël. Dans le rôle du « Merry Grinch », le joueur fait glisser l'écran pour lancer des cadeaux de couleur dans les maisons des Whos de couleur correspondante,,.

### Nuts!
Nuts! est sorti le 24 mai 2011. Le jeu mobile est un jeu d'escalade sans fin, où le joueur aide Jake, l'écureuil, à grimper dans un arbre tout en évitant les branches, en trouvant des bonus et en collectant des pièces en inclinant son appareil. Le joueur peut relever plus de 40 défis, dont celui de récupérer les objets éparpillés du panier de pique-nique qu'un corbeau a arraché à Jake et à son amie Miranda au début du jeu. Le 16 juillet, Limbic a lancé Nuts ! sur Google Play pour les appareils Android.

### Zombie Gunship
Zombie Gunship est sorti le 21 juillet 2011. Le jeu mobile est un jeu de tir à la première personne avec un affichage de vision nocturne en 3D, où le joueur tire depuis un avion d'attaque au sol AC-130 lourdement armé. L'objectif est de cibler et de détruire des vagues infinies de zombies et de protéger les survivants humains alors qu'ils se dirigent vers le bunker sécurisé. Le joueur peut choisir d'utiliser un canon Gatling de 25 mm, un canon automatique Bofors de 40 mm et un canon Howitzer de 105 mm, qui peuvent tous être améliorés pour augmenter le rayon des dégâts, le temps de refroidissement, la vitesse de rechargement, la cadence de tir et la vitesse des balles. Le joueur peut remplir des objectifs, gagner des rangs et collecter des pièces pour chaque zombie tué et chaque humain sauvé afin de les utiliser pour des améliorations ou pour contourner les objectifs. Le jeu se termine lorsqu'un zombie a ouvert une brèche dans le bunker ou lorsque le joueur tue trois humains ou plus. Le 19 septembre 2013, une version Android de Zombie Gunship a été lancée sur le Google Play Store, et le 8 octobre 2013, l'application est sortie sur Amazon.
La version iOS de Zombie Gunship prend en charge le système AirPlay d'Apple, qui permet de jouer sur n'importe quel téléviseur connecté à une Apple TV.

### TowerMadness 2
TowerMadness 2 est sorti le 23 janvier 2014 pour iOS et Android, et est la suite du TowerMadness original,. Le jeu mobile est un jeu de tower defense à carte ouverte avec une caméra 3D zoomable. L'objectif est de défendre une base remplie d'un troupeau de moutons contre des vagues d'aliens en les détruisant avec diverses armes sous forme de tours. Des ovnis larguent les envahisseurs sur des aires d'atterrissage et les vagues d'ennemis se dirigent vers la base pour enlever les moutons. Le but de chaque alien est d'enlever un mouton. Le joueur peut détruire les aliens en construisant des tours. Chaque ennemi détruit permet au joueur d'obtenir plus de pièces in-app pour obtenir de nouvelles tours et améliorer les tours existantes pour qu'elles fassent plus de dégâts. Une fois que toutes les vagues d'ennemis sont détruites ou que tous les moutons ont été enlevés, le jeu se termine. Cette suite présente des graphismes mis à jour, de nouvelles cartes, des armes nouvelles et améliorées, de nouveaux personnages, dont Bo et Xen, et de nouveaux ennemis.

### Zombie Gunship Arcade
Zombie Gunship Arcade est sorti le 1er mai 2014 pour iOS. Le jeu a été initialement annoncé comme une blague de poisson d'avril, mais a été développé peu après avoir reçu un nombre impressionnant de commentaires positifs via Facebook et Twitter. Le jeu mobile reprend l'idée centrale de Zombie Gunship en tirant sur des zombies depuis un AC-130. Le jeu est présenté dans un mode arcade classique avec un gameplay latéral. Le joueur doit toucher le Gunship afin de s'élever, de tirer sur les zombies et d'éviter les humains.

### Zombie Gunship Survival
Zombie Gunship Survival est officiellement sorti le 24 mai 2017, pour les appareils iOS et Android. Survivez à une apocalypse zombie et protégez la race humaine à partir d'un vaisseau de combat AC-130. Le gameplay consiste à diriger des groupes de survivants militaires lors de missions de pillage. Pendant que les troupes pillent les ressources, le joueur tire sur les zombies depuis le ciel pour les protéger. L'une des caractéristiques du jeu est la construction de bases pour se défendre contre les assauts des zombies.

### Zombie Gunship Revenant
Zombie Gunship Revenant est un jeu de réalité augmentée développé par Limbic Software pour iOS 11, sorti le 19 septembre 2017. Le gameplay reprend le thème des précédents titres Zombie Gunship, où le joueur contrôle un hélicoptère de combat pour abattre des zombies depuis le ciel. Le vol est contrôlé par les mouvements du joueur regardant au-dessus d'une base projetée avec des graphiques de caméra thermique. L'hélicoptère peut être équipé de mitrailleuses, de canons, de roquettes, de missiles et d'un module de sniper, comme les autres armes de la franchise Zombie Gunship.